# Nguyễn Thị Hồi
Nguyễn Thị Hồi (1949) Nguyên Đại sứ Việt Nam tại Áo và Canada, nguyên Vụ trưởng, Tổng Thư ký Ủy ban Quốc gia UNESCO

## Tiểu sử
Nguyễn Thị Hồi sinh năm 1949 tại Kiến Thụy, Hải Phòng. Cha là Bí thư chi bộ Đảng xã Hòa Nghĩa, huyện Kiến Thụy, hi sinh trong khi làm nhiệm vụ cách mạng thời kháng chiến chống Pháp.
Năm 1967, Nguyễn Thị Hồi trúng tuyển vào khoa tiếng Anh của Đại học Ngoại ngữ (Đại học Quốc gia Hà Nội). Hết năm thứ nhất, bà và một số bạn cùng lớp được chọn sang Cuba theo học tiếp Cử nhân chuyên ngành tiếng Anh quân sự để phục vụ cho sự nghiệp chống Mỹ cứu nước, sau đó về nước công tác tại phòng Phiên dịch, bộ Ngoại giao.
Năm 1976-1978, bà được cử trong đoàn đi học nâng cao ở Úc trong 2 năm,
Năm 1979 bà Nguyễn Thị Hồi được phân công sang Vụ Các tổ chức quốc tế, chuyên trách về ESCAP Mekong (nay là Ủy ban Mê Kông). Sau 4 năm công tác tại đây, bà được chọn để tập sự cấp Vụ (chịu trách nhiệm tương đương Phó Vụ trưởng) vào năm 1983.
Giai đoạn 1992 - 1995  Nhiệm kỳ đại sứ Việt Nam tại Áo
Giai đoạn 2002-2006: Nhiệm kỳ đại sứ Việt Nam tại Canada

## Vinh danh
- Ủy ban UNESCO thế giới bầu chọn là một trong 60 người phụ nữ quốc tế điển hình có đóng góp cho 60 năm của UNESCO[1]